# Cézanne et moi
Cézanne et moi is een Franse film van Danièle Thompson die werd uitgebracht in 2016. Dit biografisch drama brengt een reconstructie van de moeilijke vriendschap tussen de schrijver Émile Zola en de kunstschilder Paul Cézanne.

## Verhaal
Nadat Émile Zola een roman schrijft over een fictieve schilder komt hij in conflict met zijn oude vriend, Paul Cézanne, die zich herkent in het romanpersonage. De twee vrienden ontmoeten elkaar en halen herinneringen op.

## Rolverdeling
| Acteur              | Personage                                        |
| ------------------- | ------------------------------------------------ |
| Guillaume Canet     | Émile Zola                                       |
| Guillaume Gallienne | Paul Cézanne                                     |
| Déborah François    | Hortense Fiquet, de echtgenote van de schilder   |
| Alice Pol           | Alexandrine Zola, de echtgenote van de schrijver |
| Gérard Meylan       | Louis Auguste Cézanne, de vader van Paul         |
| Sabine Azéma        | Élisabeth Aubert, de moeder van Paul             |
| Isabelle Candelier  | de moeder van Émile Zola                         |